# Herman Strömberg
Herman Strömberg, född den 27 april 1882 på Riihimäki i Malungs finnmark, död 1967 12 februari i Malung, var en svensk fiolspelman, skogsarbetare och sonson till den legendariske storspelmannen Lejsme Per Larsson.

## Biografi
Fadern Leisme Erik Strömberg (1858-1933) var en duktig kolare och skicklig fiolspelman. Herman hade också en bror Erik, född 1889, som han kom att spela mycket tillsammans med.
I Leksand började Herman Strömberg vid tolv års ålder lära sig spela fiol av en "storspelman", säger han i en intervju. Detta trots att hans far, som också var en skicklig fiolspelman men religiöst lagd, inte ville att sonen skulle bli spelman. Strömberg fick i övre tonåren överta faderns fiol. 1904 träffade han vid 22 års ålder spelmannen och folkskolläraren Lars Åhs (född 1872), från Blyberg, när han jobbade i Älvdalen. Denne utvecklade hans fiolspel och lärde honom noter. Två år senare, 1906, flyttade hela familjen Strömberg tillbaka till Malungs finnmark. Farfar Lejsme Per var då ensam och sjuk, och så även pappa Erik som blivit änkling. Under detta år spelade Strömberg och hans bror mycket med sin redan legendariske farfar som läromästare. Leisme Per var inte sjukare än att han kunde spela varje dag till ett par dagar innan sin död 1907.
Strömberg och hans bror var nu som mest aktiva i sitt spelande. De var oftast de som spelade till dans ute i finnmarken eller inne i Yttermalung, närmaste belägna malungsby. De bodde tillsammans i stugan som Lejsme Per med Brita hade byggt 1847 på fattigskogen vid Riihimäki. Strömberg verkar inte haft något intresse av att delta i de stora spelmanstävlingarna vid den här tiden. Han och brodern nöjde sig med att jobba i skogen, måla tavlor, tälja trägubbar, dricka kaffe, spela fiol i köket och till dans på logar i hemtrakterna.
1916 spelade bröderna tillsammans på ett bröllop, när Erik lämnade sin fiol och "går ut ett tag". Det var sista gången någon såg honom. Broderns försvinnande tog Herman hårt. Han lade fiolen på hyllan och levde ensam i den lilla stugan tills den förföll i början på 1930-talet. Han flyttade runt och bodde i tillfälliga kyffen i finnskogen tills han slutligen bosatte sig permanent i en lillstuga, under mycket enkla förhållanden, på hemmanet Fall, nära Avradsbergs folkskola.
Herman försörjde sig hela sitt liv på att arbeta i skogen.

## Nestor i Malungs Spelmanslag
1948 startades Malungs Spelmanslag och Herman var med på första spelningen vid Hundholen, Malungs gammelgård, den 27 juni. Spelmanslaget stod värd för en stor spelmansstämma och Strömberg spelade upp för Zornmärket. Av professor Sven Kjellström belönades han med Zornmärket i silver och titeln riksspelman. 1953 spelade han för, och bytte några ord med, kungen som var på besök i Malung.

## Nedteckningar
Nils Andersson kallade Strömberg till Mora 1907 för att teckna ned 30 av hans låtar. 22 polskor, sju valser och en marsch. Dessa är utgivna i Svenska Låtar Dalarna tredje häftet, och skall alla ha härstammat från Leisme Per. Den vanligaste tonarten var A-dur och den vanligast förekommande stämning av fiolen var a, e1, a1, e2. Enligt Strömberg tecknade Nils Andersson ned 39 låtar. De nio som inte kom med har han själv skrivit ned senare.
När Karl Sporr besökte Malung 1955, 1958 och 1959 tecknade han detaljerat ned Strömbergs låtar och kopierade Strömbergs egna nedteckningar. Strömbergs och Sporrs material är inte utgivet men manuskript lär finnas på Malungs bibliotek.[källa behövs]

## Inspelningar
- Hurv KRCD-42: Historiska inspelningar av svensk folkmusik XIII: Äldre spelmän från Malung:  Herman Strömberg, Troskari Mats Olsson & Troskari Ingeborg Eriksson. Innehåller 16 spår med Herman Strömberg på fiol.
- Kalle Almlöf, Lejsmelåtar. Giga GCD-30. Skivan ägnas helt åt Lejsme Pers repertoar.